# JTBC 일일 드라마
JTBC 일일 드라마는 매주 월요일부터 금요일 오후 5시 30분에 방송 중인 드라마 프로그램이다

## 개요
연속극 드라마 형식으로 방송되었다.
《귀부인》을 마지막으로 JTBC 일일 드라마는 폐지되었다.

## 작품 리스트

### 2010년대
- 《가시꽃》 : 2013년 2월 4일 ~ 2013년 8월 1일
- 《더 이상은 못 참아》 : 2013년 8월 5일 ~ 2014년 1월 9일
- 《귀부인》 : 2014년 1월 13일 ~ 2014년 7월 4일

### 2020년대
- 《다 잘될 거야》 : 2025년 9월 1일 ~ 방송 예정

## 같이 보기
- KBS 1TV 일일 드라마
- KBS 2TV 일일 드라마
- MBC 일일 드라마
- SBS 일일 드라마(폐지)
- tvN 일일 드라마(폐지)